# Michele Orecchia
Michele Orecchia (Marseille, 26 december 1903 – Moncalieri, 11 december 1981) was een Italiaans wielrenner, die professional was tussen 1927 en 1934.
In 1927 werd Orecchia derde bij het wereldkampioenschap op de weg voor amateurs en in 1928 nam hij deel aan de Olympische Spelen te Amsterdam. In de Ronde van Frankrijk van 1932 won hij de achtste etappe.

## Belangrijkste overwinningen
1928
- 1e etappe Giro della Provincia Di Reggio Calabria

1932
- 8e etappe Ronde van Frankrijk

## Resultaten in voornaamste wedstrijden

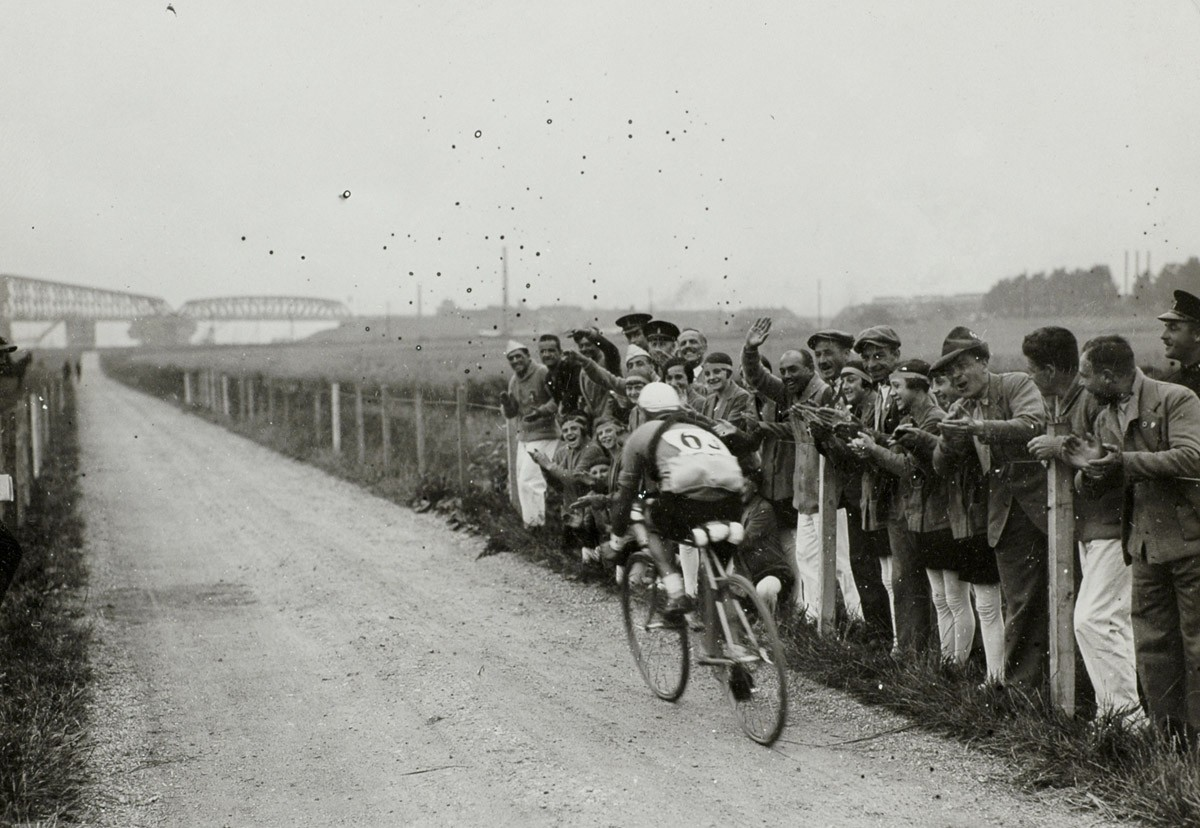
Michele Orecchia tijdens de wegwedstrijd op de Olympische Spelen 1928 te Amsterdam

| Jaar | Ronde van Italië | Ronde van Frankrijk | Ronde van Spanje |
| ---- | ---------------- | ------------------- | ---------------- |
| 1928 |                  |                     |                  |
| 1929 | 9e               | opgave              |                  |
| 1930 | 13e              |                     |                  |
| 1931 | 11e              | 25e                 |                  |
| 1932 | 21e              | 14e (1)             |                  |
| 1933 | 28e              |                     |                  |
| 1934 | 18e              |                     |                  |

| Jaar | Milaan-San Remo | Ronde van Lombardije |
| ---- | --------------- | -------------------- |
| 1928 |                 | 8e                   |
| 1929 | 8e              | 22e                  |
| 1930 |                 |                      |
| 1931 | 24e             |                      |
| 1932 | 10e             |                      |
| 1933 | 28e             | 24e                  |
| 1934 | 12e             |                      |